# Bitka za Agdam
Bitka za Agdam odvijala se od 12. lipnja do 23. srpnja 1993. u vrijeme Rata u Gorskom Karabahu između armenskog Gorskog Karabaha i Azerbajdžana, a okončana je armenskim zauzimanjem Agdama.

## Uvod
Nakon Operacije Goranboy 1992., azerske snage su do sredine 1993. izgubile kontrolu nad područjem bivše Gorskokarabaške autonomne oblasti. Tijekom vojnog udara u Gandži kojeg je vodio pukovnik Surət Hüseynov, nakon kojeg su uslijedili politički nemiri u Bakuu u lipnju 1993., Hüseynov je povukao svoje snage s bojišta na Karabahu i krenuo prema Bakuu. Armenske snage počele su napredovati prema Agdamu. Grad Agdam nalazi se oko 30 km sjeveroistočno od Stepanakerta. Azeri u Agdamu i Armenci u Stepanakertu i Askeranu izmjenjivali su žestoku topničku vatru. Granatiranje Agdama postalo je snažnije početkom ožujka 1993.

## Bitka
Armensko zauzimanje Agdama počelo je 12. lipnja sa sjevera i juga uz ispaljivanje Grad projektila, teškog topništva i uda tenkova. Kampanja je također započela istovremenim napadom na Tartar. Prvi napad na grad odbacile su azerske snage. Sukob je obilježen pogibijom Montea Melkonjana, poznatog armenskog zapovjednika. Armenci su uspjeli uzeti goru Faruh koja je nadgledala grad sa sjeveroistoka, udaljenu 10 km od samog grada. Selo Hdrli oko kojeg su se utaborile azerske snage palo je sljedeće. Granatiranje sela Kijasli koje se nalazilo nekoliko kilometara iza Agdama prema istoku počelo je 20. lipnja, a u tri dana pregazile su ga armenske snage. Istovremeno su se armenske snage kretale prema gradu s juga, oslobađajući sela Marzili i Jusifdžanli. Do 5. srpnja Agdam je bio opkoljen armenskim snagama te je intenzivno granatiran Grad projektilima. Agdam je konačno oslobođen 23. srpnja.

## Ishod
Unatoč općoj mobilizaciji, azerske snage uspjele su zauzeti samo nekoliko sela, ali ne i grad. Danas se grad nalazi u ruševinama, a rabi ga Obrambena vojska Gorskokarabaške Republike kao položaj vitalan za stratešku obranu.
Nakon bitke za Agdam, armenske i azerske vlasti su 25. srpnja proglasile prekid vatre. Sljedeća tri mjeseca, Armenci su zauzeli dodatna četiri okruga, Kašunik, Džrakan, Fizulii i Kovaskan, protjerujući 250 000 - 300 000 azerskih civila.
Nekoliko sela, kao što je Črahli ali i sam grad Agdam, postali su grad duhova. Druga sela Agdamskoga rajona naseljena su izbjeglicama i međunarodno raseljenim osobama iz bivše Gorskokarabaške autonomne oblasti.